# Salvadora intermedia
Salvadora intermedia är en ormart som beskrevs av Hartweg 1940. Salvadora intermedia ingår i släktet Salvadora och familjen snokar. IUCN kategoriserar arten globalt som livskraftig. Inga underarter finns listade i Catalogue of Life.
Arten förekommer i bergstrakter i centrala Mexiko. Utbredningsområdet ligger 1400 till 2500 meter över havet. Habitatet utgörs av halvöknar, blandskogar och torra lövfällande skogar.